# تخلیه تاونزند

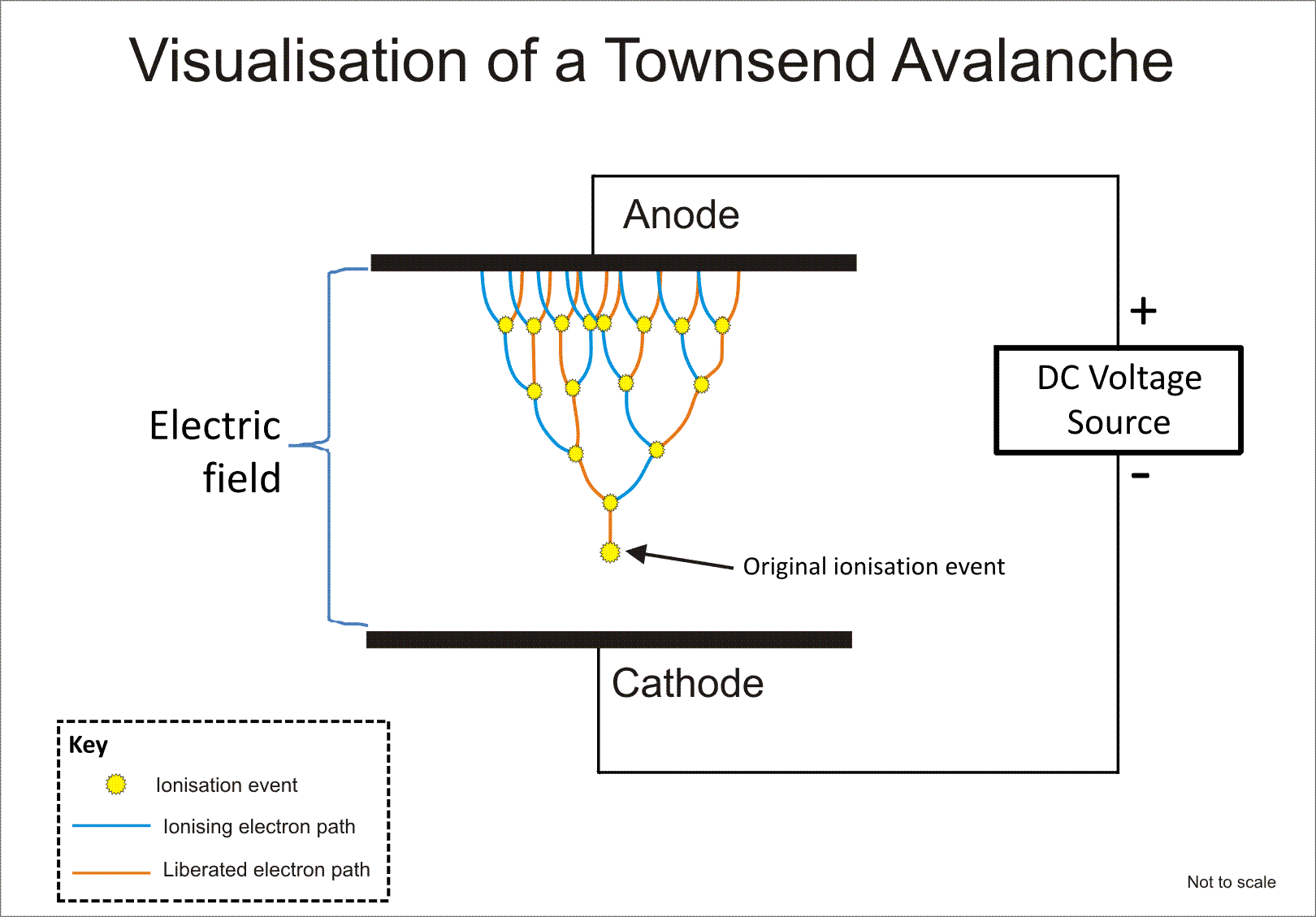
اثر بهمنی در گاز در معرض تابش یونیده بین دو الکترود صفحه‌ای. رویداد یونش اولیه یک الکترون را آزاد می‌کند و هر برخورد بعدی یک الکترون دیگر آزاد می‌کند، بنابراین از هر برخورد دو الکترون بیرون می‌آیند تا بهمن را برقرارسازد.

در الکترومغناطیس، تخلیهٔ تاونزِند (به انگلیسی: Townsend discharge) یا بهمن تاونزِند (به انگلیسی: Townsend avalanche) یک فرایند یونش برای گازهایی است که در آن الکترون‌های آزاد توسط میدان الکتریکی شتاب می‌گیرند، با مولکول‌های گاز برخورد می‌کنند و در نتیجه الکترون‌های اضافی آزاد می‌شوند. آن الکترون‌ها به نوبه خود شتاب‌دار هستند و الکترون‌های اضافی آزاد می‌کنند. نتیجه یک برافزایی بهمنی است که امکان رسانش الکتریکی را از طریق گاز فراهم می‌کند. تخلیه نیاز به منبعی از الکترون‌های آزاد و میدان الکتریکی قابل توجهی دارد. بدون هر دو، این پدیده رخ نمی‌دهد.
تخلیه تاونزند به افتخار جان سیلی تاونزند، که سازوکار یونش اساسی را با کار خود در حدود سال ۱۸۹۷ در آزمایشگاه کاوندیش، کمبریج کشف کرد، نامگذاری شده‌است.

## توصیف کمی از پدیده
تاون‌سند جریان‌هایی را مشاهده کرد که به‌طور تصاعدی بیش از ده مرتبه یا بیشتر با ولتاژ اعمالی ثابت زمانی که فاصله بین صفحات تغییر می‌کرد، تغییر می‌کردند. او همچنین کشف کرد که فشار گاز بر رسانش تأثیر می‌گذارد: او قادر به تولید یون‌هایی در گازها با فشار پایین با ولتاژ بسیار کمتر از ولتاژ مورد نیاز برای تولید جرقه بود. این مشاهدات تفکر متعارف را در مورد مقدار جریانی که یک گاز تابش شده می‌تواند هدایت کند را زیر و رو کرد.
داده‌های تجربی به دست آمده از آزمایش‌های وی با فرمول زیر شرح داده شده‌است
{\displaystyle {\frac {I}{I_{0}}}=e^{\alpha _{n}d},\,}
دراینجا
- I جریانی است که در افزاره جریان دارد،
- I0 جریان فوتوالکتریک تولیدشده در سطح کاتد است،
- e عدد اویلر است
- αn اولین ضریب یونش تاونزند است که تعداد زوج‌های یون تولید شده در واحد طول (به عنوان مثال متر) را توسط یک یون منفی (آنیون) که از کاتد به آند حرکت می‌کند، بیان می‌کند.
- d فاصله بین صفحات افزاره است.

## شرایط
تخلیه تاونسند فقط در محدوده محدودی از فشار گاز و شدت میدان الکتریکی قابل تداوم است. نمودار همراه، تغییر افت ولتاژ و ناحیه‌های کاری مختلف را برای یک لامپ گازپُرشده با فشار ثابت، اما جریان متغیر بین الکترودهای آن را نشان می‌دهد. پدیده بهمن تاونزند در کفه شیب‌دار B-D رخ می‌دهد. فراتر از D یونش پایدار است. 

مشخصه‌های ولتاژ-جریان تخلیه الکتریکی در نئون در ۱ تور، با دو الکترود مسطح که ۵۰ سانتی‌متر ازهم جدا شده‌اند.A: پالس‌های تصادفی توسط تابش کیهانی ب: جریان اشباع ج: تخلیه بهمنی تاونزند د: تخلیه تاونزند خودپایدار E: ناحیه ناپایدار: تخلیه هاله‌ای F: تخلیه فروزشی زیرهنجار G: تخلیه عادی فروزشی H: تخلیه بی‌هنجار فروزشی I: ناحیه ناپایدار: گذرش قوس-فروزشی ج: قوس الکتریکی ک: قوس الکتریکی ناحیه A-D: تخلیه تیره یونش رخ می‌دهد، جریان کمتر از ۱۰ میکروآمپر. ناحیه F-H: تخلیه فروزشی. پلاسما فروزش ضعیفی از خود گسیل می‌کند. ناحیه I-K: تخلیه قوسی ; مقادیر زیادی تابش تولید می‌شود.

## کاربردها

### لامپ‌های تخلیهٔ گازی
شروع تخلیه تاونزند حد بالایی را برای ولتاژ مسدودساز تعیین می‌کند که یک لامپ پر از گاز تخلیه فروزشی می‌تواند تحمل کند. این حد ولتاژ شکست تخلیه تاونزند است که ولتاژ گیرانش (به انگلیسی: ignition voltage) لامپ نیز نامیده می‌شود.

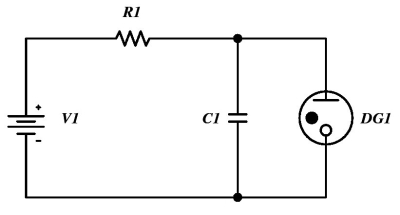
نوسان‌ساز آرامشی دیود گازی با لامپ نئون/کاتد سرد

وقوع تخلیه تاونزند، که منجر به شکست تخلیه فروشی می‌شود ، مشخصه جریان-ولتاژ یک لامپ تخلیه گازی مانند یک لامپ نئون را به گونه‌ای شکل می‌دهد که دارای ناحیه مقاومت تفاضلی منفی از نوع S است. از مقاومت منفی می‌توان برای تولید نوسانات الکتریکی و شکل‌موج استفاده کرد، مانند نوسان‌گر آرامشی که طرح‌واره آن در تصویر سمت چپ نشان داده شده‌است. نوسان دندان‌اره‌ای شکل ایجادشده دارای فرکانس:
{\displaystyle f\cong {\frac {1}{R_{1}C_{1}\ln {\frac {V_{1}-V_{\text{GLOW}}}{V_{1}-V_{\text{TWN}}}}}},}
که
- {\displaystyle V_{\text{GLOW}}} ولتاژ شکست تخلیه فروزشی است،
- {\displaystyle V_{\text{TWN}}} ولتاژ شکست تخلیه تاونزند است،
- {\displaystyle C_{1}} ، {\displaystyle R_{1}} و {\displaystyle V_{1}} به ترتیب ظرفیت‌خازنی، مقاومت و ولتاژ تغذیه مدار هستند.

از آنجایی که پایداری دمایی و زمانی مشخصه‌های دیودهای گاز و لامپ‌های نئونی کم است و همچنین پراکندگی آماری ولتاژهای شکست زیاد است، فرمول فوق تنها می‌تواند نشان‌دهنده کیفی باشد که فرکانس واقعی نوسان چقدر است.

## یادداشت
1. ↑  John Sealy Edward Townsend. 1868-1957 by A. von Engel. Biographical Memoirs of Fellows of the Royal Society. 1957 3, 256-272